# گرینگ (نبراسکا)
گرینگ(به انگلیسی: Gering) شهری در ایالت نبراسکا کشور ایالات متحده آمریکا است که جمعیت آن در سرشماری سال ۲۰۱۰ میلادی، ۸٬۵۰۰ نفر بوده‌است.